# Gabriel Said Reynolds
Gabriel Said Reynolds est un universitaire américain et historien de la religion, professeur de théologie Jerome J. Crowley et Rosaleen G. Crowley et professeur adjoint d'études islamiques et de théologie à l'Université de Notre Dame. Son projet universitaire se concentre sur les religions mondiales et l'église mondiale, l'histoire du christianisme, les études coraniques, les origines de l'islam et les relations islamo-chrétiennes,.

## Biographie
Gabriel Said Reynolds obtient son doctorat. en études islamiques à l'Université de Yale. En 2012-2013, il dirigé « The Qurʾān Seminar » aux côtés de Mehdi Azaiez, un projet collaboratif d'un an dédié à encourager le dialogue entre les érudits du Coran, et dont les actes sont apparus sous le titre The Qurʾān Seminar Commentary,. En 2016-2017, il dirige le projet de recherche Un Dieu de vengeance et de miséricorde : Sur la théologie coranique en relation avec les traditions juives et chrétiennes à la Fondation Institut d'Études Avancées de Nantes en France,. Reynolds est actuellement directeur de l'International Qur'anic Studies Association (IQSA), et est également contributeur régulier au podcast de Notre Dame World Religions and World Church : Minding Scripture.
En 2008, il est l'éditeur du Coran dans son contexte historique ; ces travaux comprennent sa propre introduction, "Les études coraniques et ses controverses". En août 2015, le Times Literary Supplement publie Variant Readings: The Birmingham Qur'an in The Context of Debate on Islamic Origins, un commentaire scientifique de Reynolds sur la découverte et l'analyse du Coran de Birmingham et ses relations avec d'autres anciens manuscrits coraniques.
En 2017, il est invité par le Conseil pontifical pour le dialogue interreligieux, parmi quinze délégués catholiques  faire partie d'un échange bilatéral avec une commission de l'Université al-Azhar,.
En 2018, il supervise des commentaires sur des aspects de l'islam tels que les Nephilim dans Le Coran et la Bible : texte et commentaire. En 2020, il écrit Allah: Dieu dans le Coran, un traité savant sur la conception de Dieu dans l'Islam et ses caractéristiques distinctives dans la théologie islamique, avec une comparaison entre les représentations du dieu abrahamique dans la Bible et le Coran, respectivement.

## Ouvrages
- (en) « Uthman », dans Jane Dammen McAuliffe,  Encyclopaedia of the Qurʾān, vol. V, Brill Publishers, 2006 (ISBN 90-04-14743-8, DOI 10.1163/1875-3922_q3_EQSIM_00439)
- (en) Gabriel Said Reynolds, The Qur'an in its Historical Context, Londres, Routledge, 2008, 1–26 (ISBN 978-0-415-42899-6, DOI 10.4324/9780203939604, S2CID 160637821, lire en ligne ), « Introduction: Qur'anic Studies and its Controversies »
- (en) Gabriel Said Reynolds, « The Muslim Jesus: Dead or Alive? », Bulletin of the School of Oriental and African Studies (University of London), Cambridge, Cambridge University Press, vol. 72, no 2,‎ mai 2009, p. 237–258 (DOI 10.1017/S0041977X09000500, JSTOR 40379003, S2CID 27268737, lire en ligne [archive du 17 juin 2012], consulté le 17 janvier 2021)
- (en) Gabriel Said Reynolds, The Qurʾān in Context: Historical and Literary Investigations into the Qurʾānic Milieu, vol. 6, Leyde, Brill Publishers, coll. « Texts and Studies on the Qurʾān », 2009, 585–592 p. (ISBN 978-90-04-17688-1, ISSN 1567-2808, DOI 10.1163/ej.9789004176881.i-864.158, S2CID 191038420), « Reading The Qurʾan As Homily: The Case of Sarah's Laughter »
- (en) « Angels in Islam », dans Kate Fleet, Gudrun Gudrun Krämer et Denis Matringe, Encyclopaedia of Islam, THREE, vol. 3, Brill Publishers, 2009 (ISBN 978-90-04-18130-4, DOI 10.1163/1573-3912_ei3_COM_23204)
- (en) The Qur'an and its Biblical Subtext, Londres, Routledge, 2010 (ISBN 9780203856451, DOI 10.4324/9780203856451, S2CID 170912874)
- (en) New Perspectives on the Qur'an: The Qur'an in its Historical Context 2, Londres, Routledge, 2011 (ISBN 9780203813539, DOI 10.4324/9780203813539, S2CID 193545147)
- (en) « David in Islam », dans Kate Fleet, Gudrun Gudrun Krämer et Denis Matringe, Encyclopaedia of Islam, THREE, vol. 3, Brill Publishers, 2012 (ISBN 978-90-04-22545-9, DOI 10.1163/1573-3912_ei3_COM_25921)
- (en) Gabriel Said Reynolds, The Emergence of Islam: Classical Traditions in Contemporary Perspective, Minneapolis, Fortress Press, 2012 (ISBN 9780800698591, DOI 10.2307/j.ctt22nm7qj, lire en ligne)
- (en) « ON THE QUR'ĀN AND THE THEME OF JEWS AS "KILLERS OF THE PROPHETS" », Al-Bayan: Journal of Qur'an and Hadith Studies, Leyde, Brill Publishers, vol. 10, no 2,‎ avril 2012, p. 9–32 (ISSN 2232-1969, DOI 10.11136/jqh.1210.02.02, S2CID 162290561, lire en ligne [archive du 16 février 2017], consulté le 17 janvier 2021)
- (en) Gabriel Said Reynolds, « The Quran and the Apostles of Jesus », Bulletin of the School of Oriental and African Studies (University of London), Cambridge, Cambridge University Press, vol. 76, no 2,‎ mai 2013, p. 209–227 (DOI 10.1017/S0041977X13000062, JSTOR 24692806, S2CID 171033234)
- (en) « Gabriel in Islam », dans Kate Fleet, Gudrun Gudrun Krämer et Denis Matringe, Encyclopaedia of Islam, THREE, vol. 3, Brill Publishers, 2014 (ISBN 978-90-04-26962-0, DOI 10.1163/1573-3912_ei3_COM_27359)
- (en) Gabriel Said Reynolds, The Oxford Handbook of Christology, Oxford, Oxford University Press, 2015 (ISBN 9780199641901, DOI 10.1093/OXFORDHB/9780199641901.013.10, S2CID 171135699), « The Islamic Christ »
- (en) Mehdi Azaiez, Gabriel Said Reynolds, Tommaso Tesei et Hamza M. Zafer, The Qur'an Seminar Commentary: A Collaborative Study of 50 Qur'anic Passages, Berlin, De Gruyter, 2016 (ISBN 9783110445909, DOI 10.26530/oapen_626408, S2CID 164817099, lire en ligne)
- (en) Gabriel Said Reynolds, Islamic Studies Today: Essays in Honor of Andrew Rippin, vol. 11, Leyde, Brill Publishers, coll. « Texts and Studies on the Qurʾān », 2016, 260–273 p. (ISBN 978-90-04-33633-9, DOI 10.1163/9789004337121_014, S2CID 165150752), « A Flawed Prophet? Noah in the Qurʾān and Qurʾanic Commentary »
- (en) Gabriel Said Reynolds, « Noah's Lost Son in the Qurʾān », Arabica: Journal of Arabic and Islamic Studies, Leiden, Brill Publishers, vol. 64, no 2,‎ juin 2017, p. 129–148 (ISSN 1570-0585, DOI 10.1163/15700585-12341452, JSTOR 26396237, S2CID 164648358)
- (en) Gabriel Said Reynolds, Exegetical Crossroads: Understanding Scripture in Judaism, Christianity, and Islam in the Pre-Modern Orient, vol. 8, Berlin, De Gruyter, coll. « Judaism, Christianity, and Islam – Tension, Transmission, Transformation », 2017, 289–302 p. (ISBN 978-3-11-056114-2, DOI 10.1515/9783110564341-014, S2CID 171560125), « Moses, Son of Pharaoh: A Study of Qurʾān 26 and Its Exegesis »
- (en) Gabriel Said Reynolds, The Qurʾān and the Bible: Text and Commentary, New Haven et Londres, Yale University Press, 2018 (ISBN 978-0-300-18132-6, LCCN 2017952016, S2CID 211983625, lire en ligne)
- (en) « Mary in Islam », dans Kate Fleet, Gudrun Gudrun Krämer et Denis Matringe, Encyclopaedia of Islam, THREE, vol. 6, Brill Publishers, 2020 (ISBN 978-90-04-41348-1, DOI 10.1163/1573-3912_ei3_COM_36256)
- (en) Gabriel Said Reynolds, Allah: God in the Qurʾān, New Haven et Londres, Yale University Press, 2020 (ISBN 978-0-300-24658-2, LCCN 2019947014, DOI 10.2307/j.ctvxkn7q4, JSTOR j.ctvxkn7q4, S2CID 226129509, lire en ligne)
- (en) Gabriel Said Reynolds, « The Qurʾānic Doublets: A Preliminary Inquiry », Journal of the International Qur'anic Studies Association, vol. 5, no 1,‎ juin 2020, p. 5–39 (DOI 10.5913/jiqsa.5.2020.a001, lire en ligne)